# 日新大桥
日新大桥（越南语：／）是位于越南河内的一座斜拉桥，跨越红河，连接西湖郡富上坊（Phú Thượng）和东英县永玉社（Vĩnh Ngọc），总投资额为136,260亿越南盾，于2015年1月4日正式通车，是河内至内排国际机场六车道公路的组成部分，大桥项目由日本国际协力机构的政府开发援助（ODA）贷款提供建设资金。大桥的建成有助于减轻河内至内排的交通堵塞状况，并降低从河内至周边省份的交通费用。

## 设计
日新大桥全长8.3（5.2英里），其中桥梁部分长3.7（2.3英里），包括长1,500（4,921英尺）的主桥，为五塔六跨斜拉桥，桥宽33.2（109英尺），双向设四条机动车道、两条巴士车道、两条混合车道及人行道。每跨设有11对斜拉索。大桥的设计与建成，使其成为首都一个新的地标性建筑物，五座桥塔象征着河内的五座古城门，建成后成为东南亚最长的多跨斜拉桥。
大桥主桥跨径布置为150米+300米×4+150米，桥塔高109.3（359英尺）；引桥采用连续T梁+预应力混凝土箱梁，跨径布置分别为：40米×11+40米×10+40米×10=1,240米连续T梁，45米+75米+60米+40米×4=340米预应力混凝土箱梁。

## 建设
大桥项目的建设由越南交通运输部85号项目管委会（PMU85）负责管理，项目工程设计由兩家日本企業——長大株式會社与大日本工程顾问在越南合资成立的交通運輸設計諮詢總公司（Tổng công ty Tư vấn Thiết kế Giao thông Vận tải／總公司資問設計交通運載；）负责，项目承包商为日本IHI基础设施系统和三井住友建设。
大桥于2009年动工兴建，2014年4月15日合龙，原计划于2014年10月10日河内解放60周年纪念日通车试运营，但最终推迟到2015年1月4日正式通车。

## 命名
2014年8月25日，日本驻越大使深田博史与越南交通运输部长丁罗升工作会晤，提出将该桥取名为“越日友谊桥”（越南语：／）。然而，河内市领导称，按照规定，该桥的命名属于河内市人民委员会的职权，应由河内市征求人民意见之后获得命名。12月5日，河内市人民委员会以全票通过了“日新桥”的命名提案。